# TEX50
TEX50 (англ. Testis expressed 50) – білок, який кодується однойменним геном, розташованим у людей на 1-й хромосомі. Довжина поліпептидного ланцюга білка становить 177 амінокислот, а молекулярна маса — 20 847.
| 10         |  | 20         |  | 30         |  | 40         |  | 50         |
| ---------- |  | ---------- |  | ---------- |  | ---------- |  | ---------- |
| MSNQRLPLIF |  | SLLFICFFGE |  | SFCICDGTVW |  | TKVGWEILPE |  | EVHYWKVKGS |
| PSHCLPYLLD |  | KLCCDFANMD |  | IFQGCLYLIY |  | NLLQAVFFVL |  | FVLSVHYLWK |
| KWKKHQKKLK |  | KQASLEKPGN |  | DLESPLINNI |  | DQTLHRVATT |  | ASVIYKIWEH |
| RSHHPSSKKI |  | KHCKLKKKSK |  | EEGARRY    |  |            |  |            |

A: Аланін

C: Цистеїн

D: Аспарагінова кислота

E: Глутамінова кислота

F: Фенілаланін

G: Гліцин

H: Гістидин

I: Ізолейцин

K: Лізин

L: Лейцин

M: Метіонін

N: Аспарагін

P: Пролін

Q: Глутамін

R: Аргінін

S: Серин

T: Треонін

V: Валін

W: Триптофан

Локалізований у мембрані.